# San Marino ved sommer-OL 2020
San Marino deltog under Sommer-OL 2020 i Tokyo som blev afviklet i perioden 23. juli til 8. august 2021.

## Medaljer
| 2020 Tokyo | Guld | Sølv | Bronze | Total |
| San Marino | 0    | 1    | 2      | 3     |

### Medaljevinderne
| San Marino under sommer-OL 2020 i Tokyo | San Marino under sommer-OL 2020 i Tokyo | San Marino under sommer-OL 2020 i Tokyo | San Marino under sommer-OL 2020 i Tokyo | San Marino under sommer-OL 2020 i Tokyo |
| Medalje                                 | Navn                                    | Sport                                   | Event                                   | Dato                                    |
| --------------------------------------- | --------------------------------------- | --------------------------------------- | --------------------------------------- | --------------------------------------- |
| Sølv                                    | Gian Marco Berti Alessandra Perilli     | Skydning                                | Mixed trap                              | 31. juli                                |
| Bronze                                  | Alessandra Perilli                      | Skydning                                | Damernes trap                           | 29. juli                                |
| Bronze                                  | Myles Amine                             | Brydning                                | 86 kg fristil (herrer)                  | 5. august                               |